# Eicomorpha kuredestanica
Eicomorpha kuredestanica là một loài bướm đêm trong họ Noctuidae.